# Sézanne
Sézanne è un comune francese di 5 472 abitanti situato nel dipartimento della Marna nella regione Grand Est.

## Società

### Evoluzione demografica

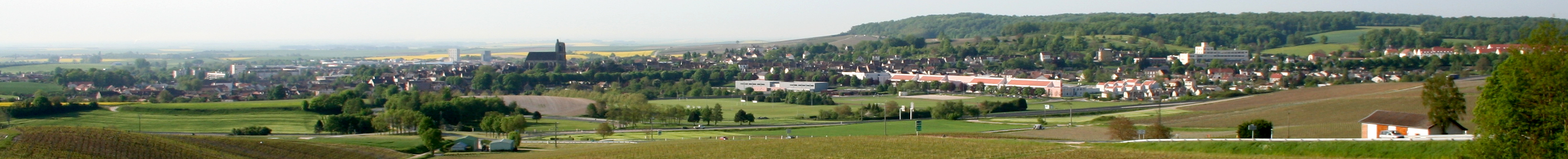

Abitanti censiti

## Amministrazione

### Gemellaggi
- Malsch (Karlsruhe), dal 1967